# Corydalis heterocentra
Corydalis heterocentra är en vallmoväxtart som beskrevs av Friedrich Ludwig Diels. Corydalis heterocentra ingår i släktet nunneörter, och familjen vallmoväxter. Inga underarter finns listade i Catalogue of Life.